# Давуди Бохра
Давуди Бохра — религиозная конфессия, входящая в исмаилитскую ветвь шиитского ислама. Наибольшее их число проживает в Индии, Пакистане, Йемене, Восточной Африке и на Ближнем Востоке, с растущим присутствием в Европе, Северной Америке, Юго-Восточной Азии и Австралии.

## История
Фатимиды, происходящие из рода хашимитов Мекки, правили Северной Африкой, Египтом, Хиджазом и Левантом между X и XI веками. Фатимиды процветали во времена, которые Морис Ломбард назвал Золотым веком ислама, и были покровителями искусств, образования и научных открытий. 14-й имам аль-Му’изз основал современный город Каир и основал Университет аль-Азхар, который является одним из старейших университетов в мире.
Перед падением империи аль-Амир Биахкамиллах, 20-й фатимидский имам, поручил своему великому эмиссару Арве бинт Ахмад, королеве Сулайхидов Йемена, учредить управление да’и аль-мутлак («неограниченный миссионер»), чтобы действовать в качестве наместника своего сына, 21-го имама Абу-ль Касима ат-Таййиба, когда тот был в сокрытии, и возглавлял ад-да’ва аль-хайдийа.
Наследование должности ад-да’и аль-мутлака происходит через насс, посредством чего каждый да’и — вдохновлённый и направляемый имам аз-Заманом — назначает преемника при своей жизни, и эта цепочка преемственности продолжается непрерывно по сей день. В настоящее время на этом посту находится 53-й да’и аль-мутлак Муфаддал Сайфуддин.

## Вера и убеждения

### Монотеизм
Будучи мусульманами, Давуди Бохры верят в Таухид, центральную монотеистическую концепцию ислама о едином, неделимом Боге, Аллахе. Они читают шахаду, утверждающую, что нет Бога, кроме Аллаха, и Мухаммед — посланник Аллаха.

### Вилаят
Вилаят, то есть преданность Аллаху, Мухаммеду, его семье и его потомкам, является центральным из семи столпов веры Давуди Бохры. Остальные шесть — тахарат (чистота тела и мыслей), намаз (ежедневные ритуальные молитвы), закят (пожертвование части своего дохода на дело Аллаха), саум (пост, особенно в месяц Рамадан), хадж (ритуальное паломничество в Мекку) и джихад (стремление на пути Аллаха). Бохры строят мечети везде, где они живут, чтобы собираться для молитв и маджалис (религиозных мероприятий) в честь зикра Аллаха и его пророков, имамов и да’и.